# 保羅·J·希伊
保羅·J·希伊（英語：Paul Joseph Sheehy，1934年11月1日—2014年3月10日），是一名美国政治家、担任过麻薩諸塞州參議院議員、麻薩諸塞州眾議院議員和洛厄尔市長。
希伊出生於洛厄尔，進入洛厄尔州立學院、萨福克大学法学院。
1965年至1972年，他當選為麻薩諸塞州眾議院議員，之後從事三年商業活動。
1974年，擔任洛厄尔市長，1975年9月5日，因被指控參與商業欺詐而被迫辭職，他在監獄關押了60天，并失去律師執照。
1984年，他當選為麻薩諸塞州參議院議員，并連任三期。2014年3月10日，去世。